# Midnight Plane to Houston
Midnight Plane to Houston ist ein Rhythm-and-Blues- und Soulsong, der von dem US-amerikanischen Singer-Songwriter Jim Weatherly als komponiert, getextet und 1972 veröffentlicht wurde. Im Jahr 1973 wurde er durch eine Coverversion von Gladys Knight & the Pips als Midnight Train to Georgia zu einem Nummer-1-Hit in den Billboard Hot 100 und entwickelte sich zu einem international bekannten Millionenseller.

## Entstehungsgeschichte

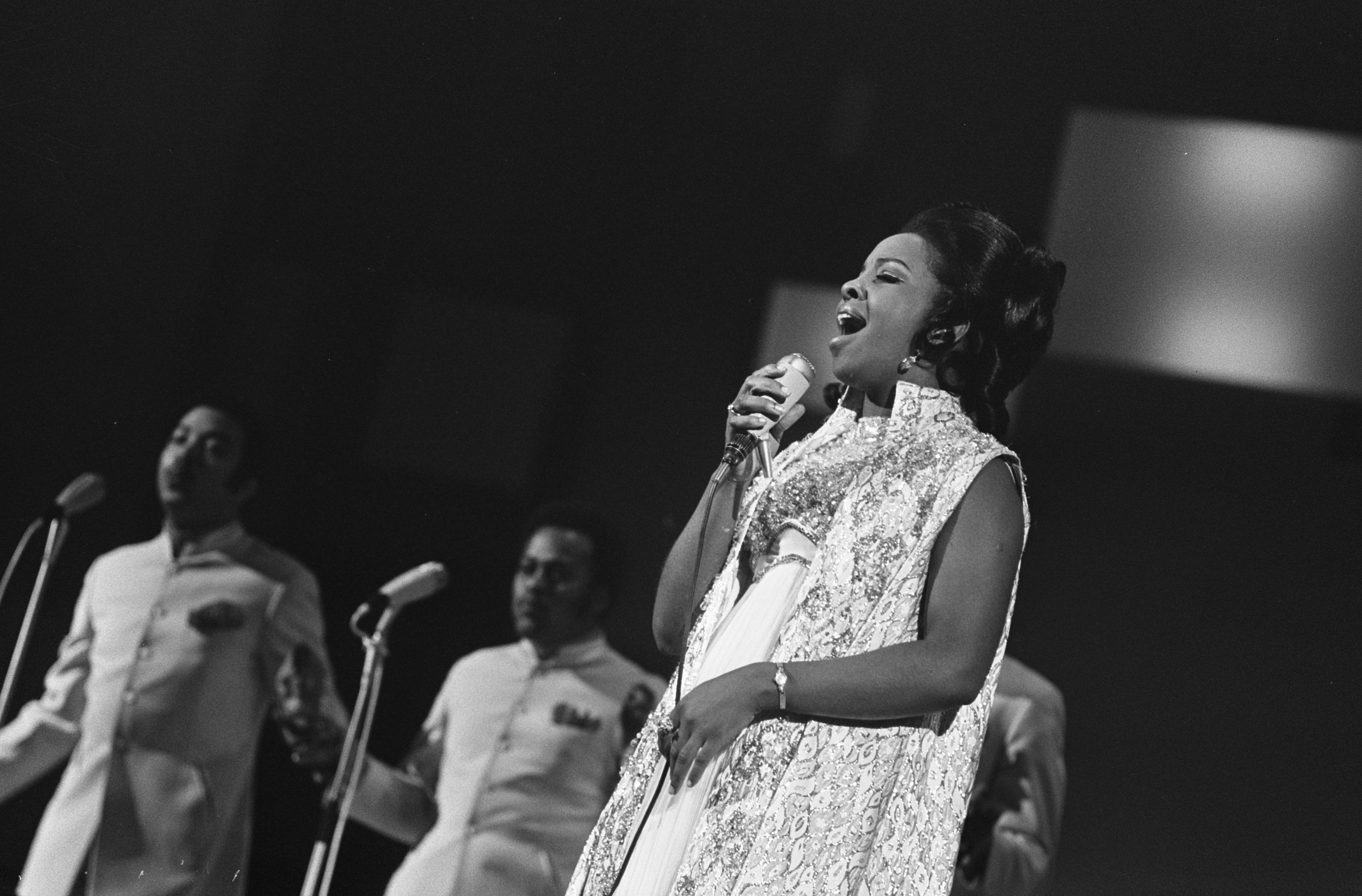
Gladys Knight & the Pips (1969)

Jim Weatherly entnahm die Inspiration zu dem Song einem Telefonat mit Farrah Fawcett im Jahr 1970. Fawcett gab damals an, im Anschluss an das Telefongespräch das letzte Flugzeug nach Houston nehmen zu wollen, um ihren damaligen Freund Lee Majors aufzusuchen. 1971 schrieb Weatherly aus dieser Idee heraus den Song Midnight Plane to Houston und veröffentlichte ihn selbst 1972 auf RCA Records. Im selben Jahr hörte Cissy Houston den Song und veröffentlichte ihn unter dem abgeänderten Titel Midnight Train to Georgia, um das scheinbare Auftauchen ihres Familiennamens im Songtitel zu vermeiden. Houston gab an, ihre Familie stamme aus Georgia und sie fahre lieber mit der Eisenbahn als zu fliegen.

## Gladys Knight & the Pips-Version
Ein Jahr später nahmen Gladys Knight & the Pips nach ihrem Wechsel von Motown zu dem Label Buddah Records den Song für das Album Imagination auf. Im August 1973 erschien Midnight Train to Georgia als Single und erreichte binnen kurzer Zeit Platz eins der Billboard Hot 100. Jim Weatherly interpretierte den Song nochmals selbst im Jahr 2003 in der erfolgreichen abgeänderten Version.

### Chartplatzierungen
| ChartsChartplatzierungen       | Höchstplatzierung | Wochen |
| ------------------------------ | ----------------- | ------ |
| Vereinigte Staaten (Billboard) | 1 (19 Wo.)        | 19     |
| Vereinigtes Königreich (OCC)   | 10 (6 Wo.)        | 6      |

| ChartsJahrescharts (1973)      | Platzierung |
| ------------------------------ | ----------- |
| Vereinigte Staaten (Billboard) | 49          |

### Auszeichnungen für Musikverkäufe
| Land/Region                  | Auszeichnungen für Musikverkäufe (Land/Region, Auszeichnung, Verkäufe) | Verkäufe  |
| ---------------------------- | ---------------------------------------------------------------------- | --------- |
| Neuseeland (RMNZ)            | 2× Platin                                                              | 60.000    |
| Vereinigte Staaten (RIAA)    | Gold                                                                   | 1.000.000 |
| Vereinigtes Königreich (BPI) | Platin                                                                 | 600.000   |
| Insgesamt                    | 1× Gold · 3× Platin ·                                                  | 660.000   |

## Weitere Coverversionen
Midnight Train to Georgia wurde von mehreren Künstlern gecovert. Neben Cissy Houston und Gladys Knight & the Pips veröffentlichten das Lied etwa Lynn Anderson 1982 für ihr Album The Best Of Lynn Anderson – Memories And Desires oder Neil Diamond im Jahr 2010 für dessen Album Dreams. 2014 erschien zudem eine Version von Aretha Franklin auf ihrem Album sings the Great Diva Classics.

## Auszeichnungen
- Grammy Award, 1974: Beste Darbietung eines Duos oder einer Gruppe mit Gesang – Pop (Best R&B Performance By A Duo Or Group With Vocals)
- Platz 439 der 500 besten Songs aller Zeiten des Rolling Stone[12]